# Morgan Plus 4 Plus
La Morgan Plus 4 Plus, chiamata anche Morgan +4+, è un'autovettura sportiva prodotta dalla casa automobilistica britannica Morgan Motor Company dal 1963 al 1967.
Presentata all'Earls Court Motor Show del 1963, ne furono costruiti solo 26.

## Descrizione
A spingere la vettura c'era un motore a 4 cilindri in linea da 2138 cm³ con distribuzione a valvole in testa di derivazione Triumph TR4A che erogava 105 CV. La trazione era posteriore e la trasmissione si componeva di un cambio a 4 marce con solo la 2a, 3a e 4a sincronizzate.
Lo schema sospensivo prevedeva all'avantreno delle molle elicoidali, mentre al posteriore molle a balestra con assale rigido; i freni erano a disco davanti e a tamburi nella parte posteriore.
Il pianale era costituito da travi in acciaio a sezione Z con pavimento in compensato che fungeva da elemento strutturale e nella parte anteriore da tralicci di tubi d'acciaio. La carrozzeria era in fibra di vetro.